# Batalla de Didgori
La batalla de Didgori (en georgiano: დიდგორის ბრძოლა) fue un encuentro librado entre los ejércitos del Reino de Georgia y el Imperio selyúcida en Didgori a 40 km al oeste de Tiflis, (la capital moderna de Georgia), el 12 de agosto de 1121. La batalla resultó en una decisiva victoria del rey David IV de Georgia sobre un ejército invasor selyúcida bajo Ilghazi y la subsecuente reconquista de Tiflis de manos musulmanas, que se convirtió en la capital real. La victoria en Didgori inauguró la edad de oro en la Georgia medieval y es celebrado en las crónicas georgianas como una «victoria milagrosa» (en georgiano: ძლევაჲ საკვირველი, dzlevay sakvirveli). El pueblo georgiano continua recordando el evento con un festival anual en septiembre conocido como Didgoroba («[el día] de Didgori»).

## Antecedentes

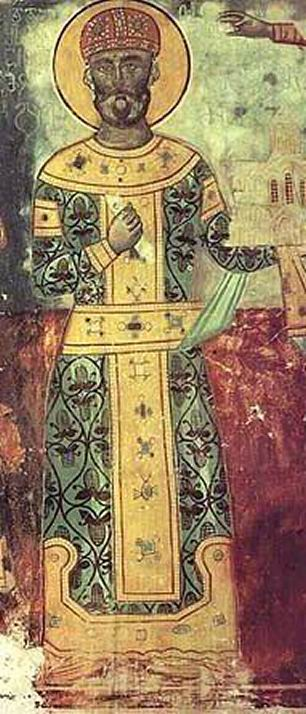
David IV de Georgia.

El Reino de Georgia había sido un tributario del Imperio selyúcida desde los años 1080. Sin embargo, en la década de 1090, el enérgico rey georgiano David IV fue capaz de aprovechar los disturbios internos en el estado selyúcida y el éxito de la primera cruzada contra el poder de los musulmanes de Tierra Santa, y estableció una monarquía relativamente fuerte, reorganizando su ejército y reclutando kipchaks, alanos, e incluso mercenarios «francos» para conducirlos a la reconquista de las tierras perdidas y la expulsión de los invasores turcos. David IV dejó de rendir tributo a los selyúcidas en 1096/1097, poniendo fin a las migraciones estacionales de los turcos en Georgia, y recuperó varias fortalezas claves en una serie de campañas desde 1103 hasta 1118. Su principal objetivo fue la reconquista de Tiflis, una antigua ciudad de estilo georgiano que había estado bajo dominio musulmán durante más de cuatro siglos, David IV lanzó sus actividades militares fuera de Georgia, penetrando hasta la cuenca del río Araxes y el litoral del mar Caspio, y aterrorizando a los comerciantes musulmanes a lo largo de Transcaucasia. Para junio de 1121, Tiflis había estado bajo asedio georgiano, con su élite musulmana siendo obligada a pagar un pesado tributo a David IV.

## La batalla
El resurgimiento de las energías militares georgianas provocó una coordinada respuesta musulmana. Las fuentes georgianas e islámicas testifican que, en las reclamaciones de los musulmanes de Tiflis, el sultán Mahmud II envió una expedición a Georgia en la que participaron el artúquida Ilghazi de Mardin, el mazyadida Dubays II ibn Sadaqa de Al Hillah y el hermano del sultán Togrul, señor de Arran y Najicheván, con su atabeg Kun-toghdi. Este ejército combinado bajo el mando general de Ilghazi entró en el valle del Trialeti en el este de Georgia y acamparon en las proximidades de Didgori y Manglisi a mediados de agosto de 1121.

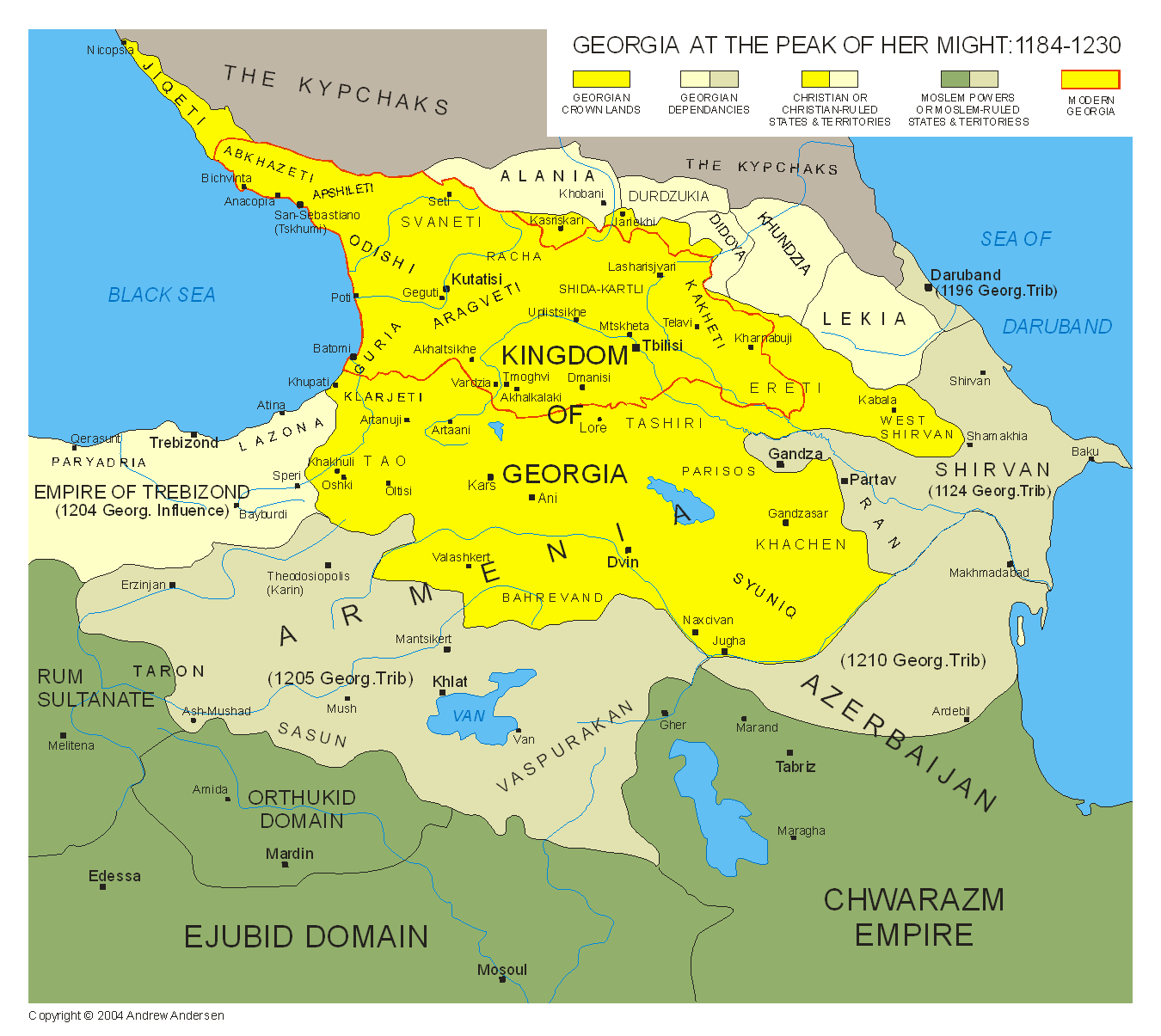
El Reino de Georgia en el momento de su dominio militar, 1184-1225.

Una parte del monumento de la batalla en Didgori.

El número de combatientes, así como el curso de la batalla se relacionan de manera diferente en los registros históricos contemporáneos. El ejército del rey David IV, tradicionalmente se ha estimado en 40.000 georgianos, 15.000 kipchaks, 500 alanos y 100 «francos» cruzados. El número de los cruzados francos sigue siendo indiscutible.
Según el cronista árabe Ali ibn al-Athir, David envió un pequeño destacamento de sus hombres con el fin de simular una negociación. Mientras tanto, se las arregló para desplegar con éxito una gran parte de sus tropas en el que casi rodeo al enemigo en un movimiento de pinzas. El liderazgo selyúcida tenía conocimiento de dichas actividades. Al aproximarse a los líderes selyúcidas, el grupo diplomático reveló sus verdaderas intenciones atacando y matando al comandante enemigo y a otros que lo acompañaban. Este decisivo ataque sorpresa causó confusión en las filas de las fuerzas selyúcidas y probablemente contribuyó a la respuesta caótica para el ataque final. Las fuerzas georgianas se dividieron en varios grupos bajo David IV y su hijo, Demetrio. Los simultáneos ataques contra los flancos selyúcidas, dejaron sólo una brecha en la retaguardia para que fuera posible una retirada. David consideró esto como parte de su plan. Al ver esa brecha, el impacto psicológico de ser casi completamente rodeados, provocaría que los hombres sin líderes rompieran sus formaciones y se dirigirían a la seguridad a través de la brecha. Sin embargo, en tres horas de batalla campal, las tropas selyúcidas se dispersaron y fueron completamente superadas. Muchos de los que huyeron estaban siendo constantemente hostigados por la caballería georgiana durante varios días. Una enorme cantidad de botín y prisioneros fueron asegurados por el ejército de David IV.
Además de estos relatos, también se ha sugerido que se enfrentó a una fuerza mucho más pequeña, pero que todavía era superior en número. David IV tuvo que depender de las ventajas del terreno cercano. La caballería selyúcida fue emboscada en un desfiladero donde probablemente no tenían mucho margen de maniobra y fueron fácilmente eliminada mediante lanzas y picas. El resto del ejército de la coalición probablemente fue obligado a subir cuestas para atacar el cuerpo principal del ejército georgiano, y pronto sería atacado en los flancos. Después de un tiempo, esas tácticas rompieron la voluntad de combate del ejército musulmán, que pronto fue puesta en retirada. El rey David IV no dudó y ordenó a su caballería ligera perseguir a los soldados en retirada.
La cantidad de hombres que huían del campo debió haber sido tan grande ya que la caballería georgiana los persiguió durante varios días, tomando probablemente un gran número de prisioneros. En cualquier caso, el ejército enemigo estaba completamente desintegrado, ya que los georgianos fueron capaces de liberar toda la región de la influencia musulmana e incluso disputaron otros territorios dentro del Imperio selyúcida.

## Captura de Tiflis
Después de la victoria, David IV se movilizó sin descanso contra los reductos de resistencia musulmana y al año siguiente, en 1122, asaltó Tiflis, por lo que la ciudad pudo convertirse, según un cronista georgiano, «por siempre un arsenal y capital para sus hijos». Las fuentes medievales destacan los actos de venganza de David IV contra los musulmanes de Tiflis. Sin embargo, el historiador árabe Badr al-Din al-Ayni, que utiliza fuentes, algunas de las cuales no han sobrevivido, admite que la ciudad fue saqueada, pero dice que el rey georgiano finalmente mostró paciencia y «respeto los sentimientos de los musulmanes más de lo que los gobernantes musulmanes habían hecho».